# Brooklyn-Budapest-festő
A Brooklyn-Budapest-festő körülbelül i. e. 380 és i. e. 360 között Dél-Itáliában, Lukániában alkotó görög vázafestő volt. Pontos születési és halálozási dátuma nem ismert, és mivel nem szignálta alkotásait neve sem maradt ránk. Korai és késői korszaka egy-egy kiemelkedő művének őrzési helyéről kapta a „Brooklyn–Budapest”-festő elnevezést.
A Brooklyn-Budapest festő a a Kreusza- és a Dolón-festő kortársa, és erőteljes apuliai hatás mellett az amükoszi hagyományok folytatója volt. Az Amükosz-festő a korai lukániai vázafestészet egyik legkiemelkedőbb alakja volt, hatása főleg szikla-, pajzs-, drapériaábrázolásain, valamint az oszlopkratérek peremén látható feketealakos állatfrízein ismerhető fel. Alkotásain a Kreusza- és Dolón-festő egykorú vázáinak egyes stíluselemei is megjelennek. Munkáira olyan erősen hatottak az apuliai hagyományok is, hogy korábban apuliainak vélt edények is köthetők hozzá.
Figuráinak meglehetősen kicsi fejet rajzolt, orruk általában hegyes, hajuk fülük köré csavarodik és fejük általában kissé előredől. A nők időnként függőleges csíkozású ruháján gyakran széles fekete szegély látható, deréktájon hangsúlyos redőkkel. Hajukat legtöbbször feltűzve ábrázolta. Jellegzetesek felöltözött fiatal férfialakjai. A jobbra nézők egyik karjukat behajlítják, a balra nézők egyik kezüket csípőre teszik köpenyük alatt. Kinyújtott másik kezükben gyakran egy botot tartanak. Ruhájuk alsó szegélye hullámos, a ráncokat a festő gyakran feltűnő fekete szegéllyel emelte ki. Ennek az ábrázolásmódnak köszönhetően sikerült több, korábban apuliai eredetűnek vélt alkotását azonosítani.
Témaválasztása nem túl eredeti, legtöbbször Dionüszoszhoz köthető, illetve a mindennapi életből vett jeleneteket ábrázolt.  Néha mitológiai témájú képeket is festett, egyik legjobban sikerült ilyen alkotása Hermészt ábrázolja egy áldozati asztalnál, egyik oldalán egy koszorút emelő nőalakkal a másik oldalon egy szatírral. Karrierje későbbi szakaszában bonyolultabb témákkal is próbálkozott és rajzkézsége is fejlődött. Ez főleg a drapériák ábrázolásánál és az alakok frontális megjelenítésénél feltűnő. Másodlagos díszítőelemei is bonyolultabbá váltak. 
Gyakran díszített nesztoriszokat, ez a késői lukániai vázafestészet egyik jellegzetes edényformája volt.   Ekkorra rajzainak színvonala leromlott, hiányzik belőle a korai alkotásaira jellemző biztos vonalvezetés, úgy tűnik ezek az ábrázolások meghaladták bizonyos fokig korlátozott rajzkézségét. Ugyanezzel a problémával küzdött a többi egykorú lukániai vázafestő is, így nem tudták felvenni a versenyt a monumentális edényeket díszítő apuliai kortársaikkal. A Brooklyn-Budapest-festő művészetének követője a késői lukániai vázafestészet egyik utolsó jelentős alkotója a Khoéphoroi-festő volt.